# Tofus
Tofus är en knuta som består av kristaller av urinsyra. Knutan är ytlig och hård, med gulvitt innehåll, och varierar i storlek från knappnålsstor till ett par centimeter i diameter. Tofus uppträder framför allt på öron, fingrar, tår, näsa, knän, men kan uppkomma i hela kroppen. Det är ett symtom på gikt, och mera generellt hyperurikemi. Det är ovanligt att tofus smärtar.
Tofus uppträder många år efter att personen fått hyperurikemi, men tidigare hos kvinnor än män. De flesta tofus uppkommer på huden, och växer i så fall utåt, mot ytterhuden, där de med tiden blir synliga som gulvita knottror. Innehållet kan utsöndras som pastöst material, men i undantagsfall bildas blåsor som bildar svårläkta ulcus. Biopsi av tofus visar en granulocytisk inflammation omkring kristaller av urinsyra. Som regel uppträder tofus på fingrarnas, tårnas och öronens hud, men det kan också uppkomma på benvävnad, i talorganen, inuti öronen, i  bursa, brosk, under naglar, med mera . Om hyperurikemin förvärras kan tofus uppkomma i kluster och påminna om reumatiska noduler. Tofus i benvävnad kan orsaka att benet fjärmar sig från leden bredvid.